# Joboppia dichosa
Joboppia dichosa är en kvalsterart som först beskrevs av Ruiz, Mínguez och Subías 1988.  Joboppia dichosa ingår i släktet Joboppia och familjen Oppiidae. Inga underarter finns listade i Catalogue of Life.